# Sonja (film)
Pour plus de détails, voir Fiche technique et Distribution.
Sonja est un film allemand écrit et réalisé par Kirsi Liimatainen en 2006.

## Fiche technique
- Titre original : Sonja
- Titre français : Sonia
- Réalisation : Kirsi Liimatainen
- Scénario : Kirsi Liimatainen
- Producteur :
- Production : Hochschule für Film und Fernsehen 'Konrad Wolf', Mitteldeutscher Rundfunk (MDR)
- Musique :
- Pays d'origine :  Allemagne
- Langue d'origine : Allemand
- Lieux de tournage : Mer Baltique ; Berlin
- Genre : Drame, romance saphique
- Durée : 72 minutes (1 h 12)
- Date de sortie : 
  -  Allemagne
    - 25 janvier 2006 au festival Max Ophüls
    - 23 novembre 2006

  -  Finlande 31 octobre 2006
  -  Royaume-Uni 26 mars 2007 (London Lesbian and Gay Film Festival)
  -  Hongrie 5 juillet 2007 (LMBT Fesztivál)
  -  Finlande 22 août 2007 (Espoo Film Festival)
  -  France 13 avril 2008 (Grenoble Gay and Lesbian Film Festival)
  -  États-Unis 28 juin 2008 (Frameline Film Festival)

## Distribution
- Sabrina Kruschwitz : Sonja
- Julia Kaufmann : Julia
- Nadja Engel : la mère de Sonja
- Christian Kirste : Anton
- Joachim Lätsch : le père de Sonja
- Gundula Köster : l'épouse
- Arthur Prost : Harry
- Jakob Kraze : Michel
- Muric Eldin : l'ami de Julia
- Norbert Hülm
- Mitja Karbautzki